# 梁州 (东魏)
梁州，中国南北朝时设置的州。
东魏天平元年（534年）在浚仪县大梁城（今河南省开封市）设置梁州，下辖开封郡、阳夏郡、陈留郡。开封郡下辖开封县、尉氏县，阳夏郡下辖雍丘县、济阳县，陈留郡下辖浚仪县、封丘县、小黄县。齐文宣帝天保七年（556年）废除开封郡、尉氏县，开封县划入陈留郡。北周改为汴州，下辖陈留郡、阳夏郡、东郡。阳夏郡下辖雍丘县、济阳县、襄邑县，陈留郡下辖浚仪县、开封县，东郡下辖白马县、东燕县、长垣县。